# Connie Hansen
Connie Anée Lyng Hansen (Slangerup, 29 de mayo de 1964) es una deportista danesa que compitió en atletismo adaptado. Ganó catorce medallas en los Juegos Paralímpicos de Verano entre los años 1984 y 1992.

## Palmarés internacional
| Juegos Paralímpicos | Juegos Paralímpicos                                        | Juegos Paralímpicos | Juegos Paralímpicos |
| Año                 | Lugar                                                      | Medalla             | Prueba              |
| ------------------- | ---------------------------------------------------------- | ------------------- | ------------------- |
| 1984                | Nueva York (Estados Unidos) Stoke Mandeville (Reino Unido) | Medalla de plata    | 200 m 4             |
| 1984                | Nueva York (Estados Unidos) Stoke Mandeville (Reino Unido) | Medalla de plata    | 1500 m 4            |
| 1984                | Nueva York (Estados Unidos) Stoke Mandeville (Reino Unido) | Medalla de plata    | 5000 m 4            |
| 1984                | Nueva York (Estados Unidos) Stoke Mandeville (Reino Unido) | Medalla de bronce   | 400 m 4             |
| 1988                | Seúl (Corea del Sur)                                       | Medalla de oro      | 400 m 4             |
| 1988                | Seúl (Corea del Sur)                                       | Medalla de oro      | 800 m 4             |
| 1988                | Seúl (Corea del Sur)                                       | Medalla de oro      | 1500 m 4            |
| 1988                | Seúl (Corea del Sur)                                       | Medalla de oro      | 5000 m 4            |
| 1988                | Seúl (Corea del Sur)                                       | Medalla de oro      | Maratón 4           |
| 1992                | Barcelona (España)                                         | Medalla de oro      | 800 m TW4           |
| 1992                | Barcelona (España)                                         | Medalla de oro      | 1500 m TW3-4        |
| 1992                | Barcelona (España)                                         | Medalla de oro      | 10 000 m TW3-4      |
| 1992                | Barcelona (España)                                         | Medalla de oro      | Maratón TW3-4       |
| 1992                | Barcelona (España)                                         | Medalla de plata    | 400 m TW4           |